# Polheim (Camp)
Koordinaten: 90° 0′ 0″ S
Polheim ist das am 14. Dezember 1911 im Rahmen der norwegischen Fram-Expedition von Roald Amundsen und seinen vier Gefährten unmittelbar nach der Ankunft am Südpol gegründete Camp. 

## Geschichte

### Erreichen des Südpols und Benennung des Lagerplatzes

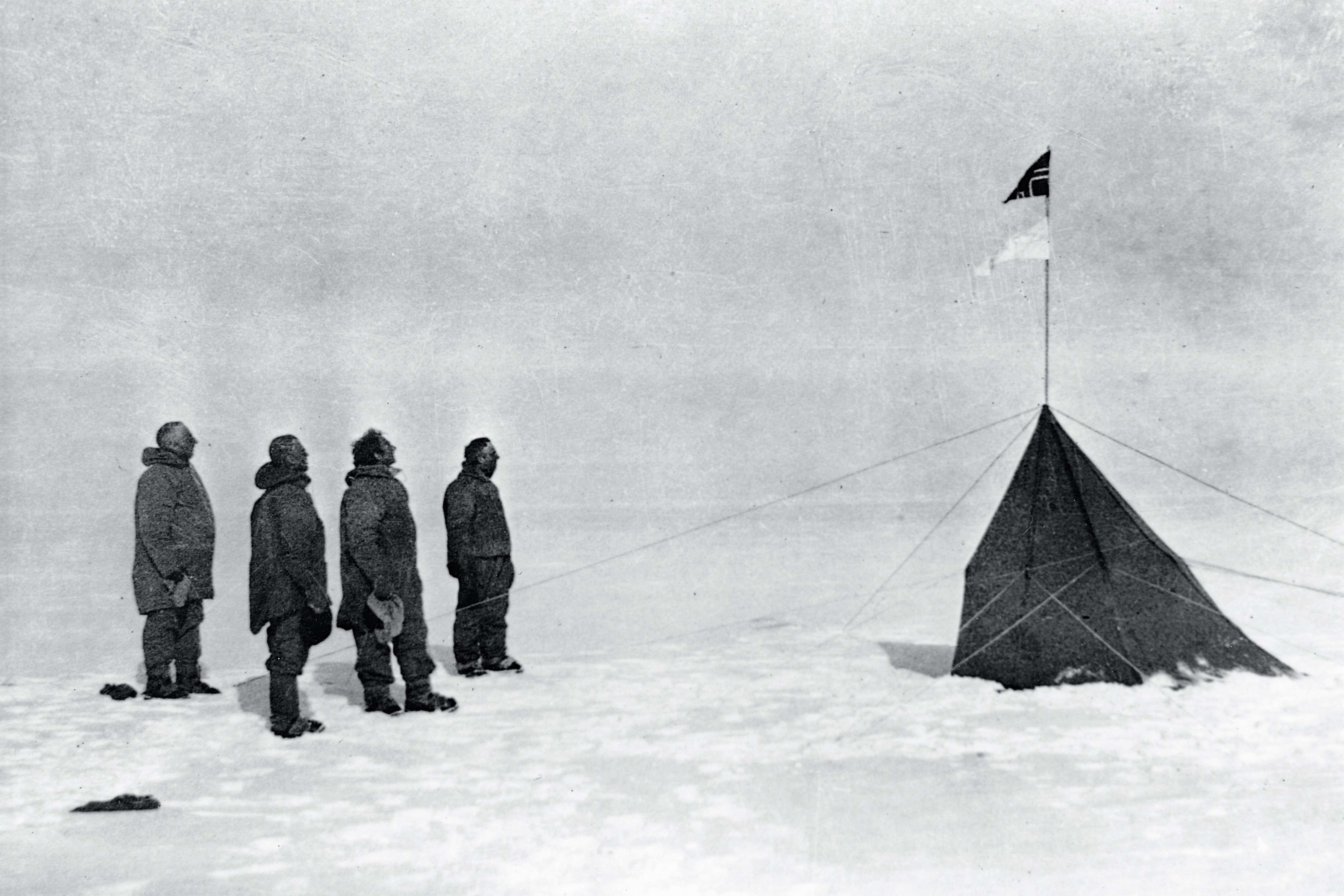
Amundsen (links) und seine Begleiter Wisting, Hassel und Hanssen in Polheim im Dezember 1911. Fotograf war Olav Bjaaland.

Roald Amundsen und seine Begleiter Helmer Hanssen, Olav Bjaaland, Oscar Wisting und Sverre Hassel erreichten im Rahmen ihrer Fram-Expedition am 14. Dezember 1911 als erste Menschen den Südpol. Ihr in unmittelbarer Nähe des Südpols aufgeschlagenes Lager nannten sie Polheim. Nachdem am Lagerplatz die norwegische Flagge aufgestellt worden war, gab Amundsen bekannt, dass dieses Land König-Haakon-VII-Plateau heißen solle. Allerdings hat sich dieser Name – außer in Norwegen – nicht durchgesetzt. Heute wird das Plateau zumeist als Polarplateau bezeichnet.
Um keine Zweifel daran aufkommen zu lassen, dass die Expedition tatsächlich den Südpol erreicht hatte, legte Amundsen besonderen Wert auf eine möglichst exakte Positionsbestimmung. Weil der mitgeführte Theodolit während der Reise Schaden genommen hatte, behalf sich Amundsen mit einem Sextanten. Er ging davon aus, dass mit seinen Instrumenten die Position des Südpols auf eine Seemeile genau bestimmt werden konnte. Trotzdem wurde Polheim in mehreren Fußmärschen umkreist („eingeboxt“), um auf diese Weise die Sicherheit, den Pol betreten zu haben, weiter zu erhöhen. Dazu wurde je ein Expeditionsmitglied im rechten Winkel querab zur Marschrichtung ausgesandt, um sich rund 20 Kilometer vom ursprünglich erreichten Standort zu entfernen. Ein drittes Mitglied lief dieselbe Entfernung in Marschrichtung weiter voraus. So erreichten Bjaaland, Hassel und Wisting drei zusätzliche Orte und markierten sie mit Flaggen. Jeder der drei Teilnehmer ging in gerader Linie hin und zurück. Es fand daher keine vollständige Umkreisung wie eine Zirkellinie statt, da dies zu zeitaufwändig gewesen wäre. Nachdem durch nochmalige Ortsbestimmung festgestellt worden war, dass der Pol noch nicht ganz erreicht war, wurde dieser Vorgang etwa 10 Kilometer entfernt mit etwas kleineren Streckenlängen wiederholt. Polheim befand sich im Zentrum dieser zweiten „Einkreisung“. Eine genaue Untersuchung der in den Tagebüchern dokumentierten Messungen der Expeditionsteilnehmer zeigte später, dass Polheim etwa 1,5 Meilen vom Südpol entfernt lag und die Gruppe bei der Umkreisung des Lagers den Südpol mit einer Abweichung von rund 200 Metern erreicht hatte. 
Am 18. Dezember 1911 verließ Amundsens Expedition Polheim. Die Gruppe ließ das mitgeführte Reservezelt am Südpol zurück. Amundsen erwartete, dass sein Konkurrent um die Ersterreichung des Südpols, der Engländer Robert Falcon Scott, den Pol kurz nach ihm erreichen würde. Daher hinterließ er im Zelt eine Nachricht für Scott sowie einen Brief an König Haakon VII. von Norwegen. In der Nachricht wurde Scott gebeten, den Brief an den norwegischen König auszuhändigen, falls Amundsens Expedition nicht zurückkehren würde. 
Da die offiziell mitgeführte Fotokamera der Expedition defekt war, wurden die einzigen von der norwegischen Expedition gemachten Bilder von Polheim mit der Privatkamera von Olav Bjaaland aufgenommen.

### Die englische Expedition in Polheim

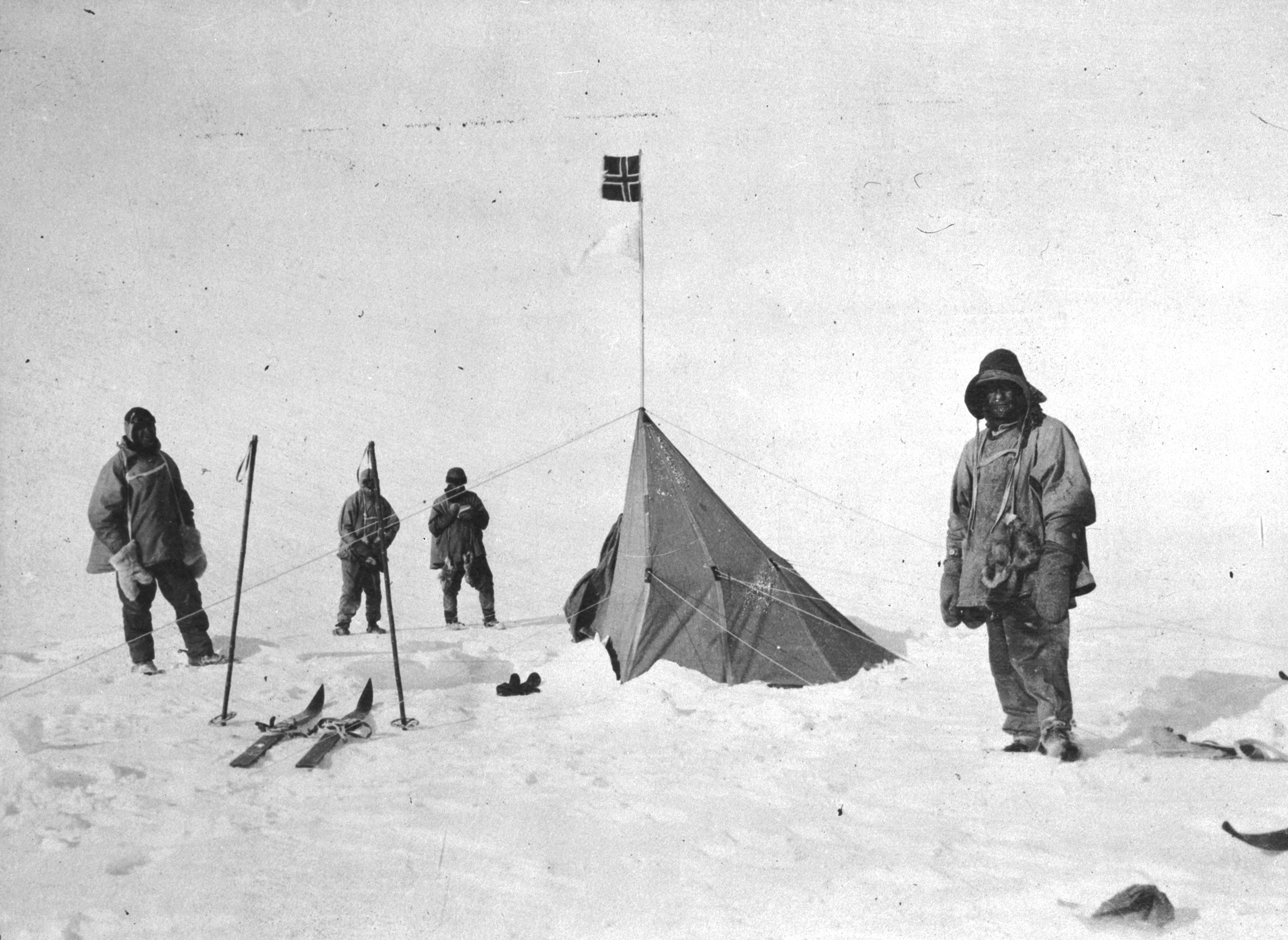
Scott und drei seiner Begleiter in Polheim im Januar 1912.

Die englische Expedition unter der Leitung von Robert F. Scott erreichte den Südpol und damit auch Polheim etwa einen Monat nach der Abreise von Amundsens Gruppe am 18. Januar 1912. Scott nahm – wie von Amundsen gewünscht – die im Zelt liegenden Briefe an sich. Scott und seine Begleiter kamen auf der Rückreise vom Südpol ums Leben. Beide Dokumente wurden später bei der Leiche von Scott gefunden.

### Das weitere Schicksal von Polheim
Rund 45 Jahre nachdem Scotts Expedition Polheim verlassen hatte, betraten wieder Menschen den Südpol, nämlich anlässlich der Gründung der Amundsen-Scott-Südpolstation im Rahmen des Internationalen Geophysikalischen Jahres. Angesichts der in dieser Zeit gefallenen Niederschläge in Form von Schnee war zu dieser Zeit von Polheim und Amundsens Zelt nichts mehr zu sehen. Es wurde bis heute nicht gefunden. 
Vermutlich liegt Polheim mittlerweile mehrere Meter tief im Eis begraben und wird erst in einigen Jahren aufgrund der vom Klimawandel verursachten Erwärmung wieder aufzusuchen. Allerdings könnte die Bewegung des Eises die ursprüngliche Position des Lagers seit 1911 beträchtlich verändert haben.